# Заборав (филм)
Заборав (енгл. Oblivion) амерички је научнофантастични филм из 2013. године редитеља Џозефа Косинског, а по сценарију Карла Гајдусека и Мајкла Дебрајна. Продуценти филма јесу Питер Чернин, Дилан Кларк, Данкан Хендерсон, Џозеф Косински и Бари Левин. Музику је компоновао бенд M83 и Џозеф Трапанез.
Глумачку екипу чине Том Круз, Морган Фриман, Олга Куриленко, Андреа Рајзборо, Николај Костер-Волдо и Мелиса Лио. Светска премијера одржана је 19. априла 2013. у Сједињеним Америчким Државама.
Буџет филма износио је 120.000.000 долара, а зарада од филма 286.200.000 долара.

## Радња
Џек Харпер (Том Круз) један је од последњих механичара за беспилотне летелице који је стациониран на Земљи. Џекова мисија, део огромне операције извлачења виталних ресурса после деценија ратовања с ужасним непријатељем по имену Скавси, ближи се крају.
Џек живи и патролира задивљујућим небом хиљадама метара изнад земље, али ће се његов живот драстично променити кад из оборене летилице спасе прелепу незнанку (Олга Куриленко). Њен долазак покренуће серију догађаја који ће га натерати да преиспита све што зна, а судбина човечанства наћи ће се у његовим рукама.

## Улоге
| Глумац               | Улога                 |
| -------------------- | --------------------- |
| Том Круз             | Џек Харпер            |
| Морган Фриман        | Малком Бич            |
| Олга Куриленко       | Џулиа Русакова Харпер |
| Андреа Рајзборо      | водник Скавс          |
| Николај Костер-Волдо | Хулио                 |
| Мелиса Лио           | Сали                  |